# 피터 셀러스
피터 셀러스(Peter Sellers, CBE, 1925년 9월 8일~1980년 7월 24일)는 영국의 배우이다.
핑크 팬더(The Pink Panther) 영화 시리즈의 탐정 자크 클루조(Jacques Clouseau) 역과 BBC 라디오 코미디 프로그램 《The Goon Show》로 세계적인 명성을 얻었다.
《아임 올 라이트 잭》으로 1959년 BAFTA 남우주연상을 받았으며, 《찬스》로 1979년 골든 글로브상을 받았다. 아카데미 남우주연상에 2회, 아카데미 단편 영화상에 1회 지명되기도 하였다.

## 참여 작품
- 롤리타 (1962년 영화)
- 핑크 팬더 (1963년 영화)
- 닥터 스트레인지러브
- 핑크 팬더 3 - 돌아온 핑크 팬더
- 핑크 팬더 4 - 핑크 팬더의 역습
- 찬스 (1979년 영화)

## 서훈
- 1970년 대영 제국 훈장 3등급(CBE)